# Dian Cecht
Dian Cecht – w mitologii irlandzkiej syn Danu i Beli, bóg lecznictwa.
Wraz ze swoją córką Airmid opiekował się źródłem, którego woda przywracała umierających Tuatha de Danann do życia.
Kiedy król Nuada, wódz Tuatha de Danann stracił rękę w pierwszej bitwie pod Magh Tuireadh, Dian Cecht wykonał dla niego srebrną protezę. Nadano mu wtedy przydomek Nuada Srebrnoręki, jednakże będąc kaleką, nie mógł już być wodzem w walce, przez co Tuatha de Danann wybrali nowego przywódcę Bresa, który był w połowie Fomoraigiem. Bres okazał się tyranem i do władzy przywrócono Nuadę po tym, jak syn Dian Cechta, Miach zrobił dla niego nową rękę z krwi i ciała. Ostatecznie bóg uzdrowiciel stał się zazdrosny o umiejętności medyczne swojego syna i go zabił.